# Судести-ди-Рорайма (микрорегион)

Судести-ди-Рорайма на карте.

Судести-ди-Рорайма (порт. Microrregião do Sudeste de Roraima) — микрорегион в Бразилии, входит в штат Рорайма. Составная часть мезорегиона Юг штата Рорайма. Население составляет 45 912 человек на 2010 год. Занимает площадь 51 470,449 км². Плотность населения — 0,89 чел./км².

## Демография
Согласно сведениям, собранным в ходе переписи 2010 г. Национальным институтом географии и статистики (IBGE), население микрорегиона составляет:
| Полное население                             | Полное население                             | Полное население                             | Полное население                             | 45 912 |
| -------------------------------------------- | -------------------------------------------- | -------------------------------------------- | -------------------------------------------- | ------ |
| в том числе:                                 | Городское население                          | 23 207                                       | Процент городского населения, %              | 50,55  |
|                                              | Сельское население                           | 22 705                                       | Процент сельского населения, %               | 49,45  |
|                                              | Мужское население                            | 24 351                                       | Процент мужского населения, %                | 53,04  |
|                                              | Женское население                            | 21 561                                       | Процент женского населения, %                | 46,96  |
| Плотность населения, чел/км²                 | Плотность населения, чел/км²                 | Плотность населения, чел/км²                 | Плотность населения, чел/км²                 | 0,89   |
| Население микрорегиона в % к населению штата | Население микрорегиона в % к населению штата | Население микрорегиона в % к населению штата | Население микрорегиона в % к населению штата | 10,19  |

## Статистика
- Валовой внутренний продукт на 2003 составляет 136 362 987,00 реалов (данные: Бразильский институт географии и статистики).
- Валовой внутренний продукт на душу населения на 2003 составляет 3472,03 реалов (данные: Бразильский институт географии и статистики).

## Состав микрорегиона
В составе микрорегиона включены следующие муниципалитеты:
1. Кароэби
2. Рорайнополис
3. Сан-Жуан-да-Бализа
4. Сан-Луис